# ماريا مينونوس
ماريا مينونوس (بالإنجليزية: Maria Menounos) (اليونانية: Μαρία Μενούνου) (ولدت في 8 يونيو 1978) مقدمة وممثلة والصحافية، يونانية-الأمريكية اشتهرت في أمريكا بالظهوره كمراسلة في برنامج الوصول إلى هوليوود لاشتراكهما في 2006 بمسابقة الأغنية اليونانية باوروفيزيون في أثينا، اليونان.
وشاركت في عروض اتحاد المصارعة الحرة في رو ودخلت في عداوه مع بيث فينكس دامت سنتان وانتهت في راسلمينيا 28 في مباراة فرق مع كيلي كيلي بالفوز ضد بيث فينكس وايف توريس

## روابط خارجية
- ماريا مينونوس على موقع IMDb (الإنجليزية)
- ماريا مينونوس على موقع ألو سيني (الفرنسية)
- ماريا مينونوس على موقع تيرنر كلاسيك موفيز (الإنجليزية)
- ماريا مينونوس على موقع أول موفي (الإنجليزية)
- ماريا مينونوس على موقع قاعدة بيانات الأفلام السويدية (السويدية)
- ماريا مينونوس على موقع إن إن دي بي (الإنجليزية)
- ماريا مينونوس على موقع ديسكوغز (الإنجليزية)
- ماريا مينونوس على موقع قاعدة بيانات الفيلم (الإنجليزية)
- ماريا مينونوس على موقع كينوبويسك (الروسية)
- ماريا مينونوس على موقع قاعدة بيانات الكرة الطائرة الشاطئية (الإنجليزية)
- ماريا مينونوس على موقع CageMatch worker (الإنجليزية)
- ماريا مينونوس على موقع قاعدة بيانات المصارعة على الإنترنت (الإنجليزية)